# Bénodet
Bénodet település Franciaországban, Finistère megyében. Lakosainak száma 3878 fő (2022. január 1.). Bénodet Clohars-Fouesnant, Fouesnant és Pleuven községekkel határos.

## Népesség
A település népességének változása:
| Lakosok száma | 1922 | 2285 | 2436 | 3159 | 3442 | 3505 | 3568 | 3616 | 3702 | 3878 |
|               | 1968 | 1982 | 1990 | 2006 | 2013 | 2015 | 2017 | 2019 | 2020 | 2022 |

## Híres emberek
Itt hunyt el 1939-ben Eugène-Henri Gravelotte, olimpiai bajnok tőrvívó (1896. évi nyári olimpiai játékok)